# Lastaurus bombimorpha
Lastaurus bombimorpha är en tvåvingeart som först beskrevs av Camillo Rondani 1851.  Lastaurus bombimorpha ingår i släktet Lastaurus och familjen rovflugor.
Artens utbredningsområde är Ecuador. Inga underarter finns listade i Catalogue of Life.